# Eros Mancuso
Eros Nazareno Mancuso (Haedo, 17 de abril de 1999) é um jogador de futebol que atua como lateral-direito no Fortaleza. É filho do ex-jogador Alejandro Mancuso.

## Trajetória

### Início no Boca Juniors
Mancuso chegou às categorias de base do Boca Juniors aos 8 anos. Desde então, se tornou referência nas diversas categorias em que atuou. No início jogou como meio-campista, mas depois se estabeleceu como lateral-direito, sua posição definitiva, fazendo assim sua estreia oficial com a camisa do Boca Juniors.
Já na segunda rodada do Campeonato Argentino de 2021, ele foi selecionado para fazer parte dos titulares contra o Banfield, fazendo assim sua estreia oficial pelo Boca Juniors no dia 24 de julho de 2021.

### Estudiantes
No final de junho de 2022, foi anunciado que Mancuso não renovaria com o Boca Juniors. Nesse período, Mancuso escreveu via Instagram sua despedida do clube da Bombonera. No dia 29 de junho assinou contrato com o Estudiantes, que adquiriu seu passe até dezembro de 2023.
Em 13 de dezembro de 2023, ingressou no time titular do Estudiantes como campeão da Copa da Argentina de 2023.
No final de janeiro de 2024, o Estudiantes adquiriu 70% dos direitos econômicos do jogador e estendeu seu contrato até dezembro de 2026. Na primeira partida da Copa da Liga Argentina de 2024, Mancuso marcou o gol da vitória contra o Belgrano por 1–0.
Em 5 de maio de 2024, ganhou a referida copa com o Estudiantes.

### Fortaleza
No dia 5 de agosto de 2024, após várias semanas de negociação confirmada pelo próprio treinador do Estudiantes, foi alcançado um acordo com o Fortaleza. Especificamente, o Estudiantes recebeu 1,6 milhão de dólares por 70% do passe, da qual pertencia ao clube argentino, sendo que o restante pertence ao jogador. Assim, Eros Mancuso se transferiu ao futebol brasileiro.

## Títulos
Boca Juniors
- Copa da Argentina: 2019–20[12]

Estudiantes
- Copa da Argentina: 2023[12]
- Copa da Liga Argentina: 2024[9][13]